# 6313 Tsurutani
A 6313 Tsurutani (ideiglenes jelöléssel (6313) 1990 RC8) a Naprendszer kisbolygóövében található aszteroida. Henri Debehogne fedezte fel 1990. szeptember 14-én.